# 米日古丽·图尔荪
米日古丽·图尔荪（維吾爾語：مېھرىگۈل تۇرسۇن‎，1989年—），维吾尔族，2018年公民力量奖的获得者。她声称自己曾在“新疆再教育营”受中國政府以酷刑對待，而且在她被監禁期間，她的一个儿子在中国当局监管下神秘死亡。中国外交部则称她的说法是“一个撒谎者编造的虚假故事”。

## 生平

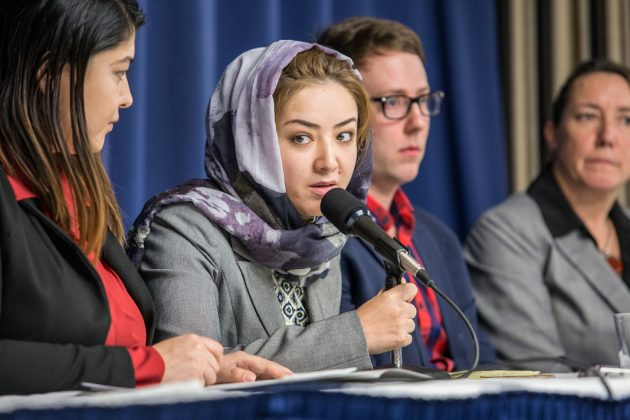
米日古丽·图尔荪在美国国家记者俱乐部作证

2010年，米日古丽·图尔荪在埃及跟一名伊朗人結婚後帶著三名孩子前往新疆烏魯木齊，於抵達時被公安局以「涉嫌煽動民族仇恨和民族歧視」罪名拘捕。
2018年11月26日，米日古丽·图尔荪在美国首都华盛顿特区的国家记者俱乐部作证。她声称这些营地的被拘留者遭到殴打、挨饿、电击和脱衣搜查。 她说：“我的手被他们打出血，每次电击时，我的整个身体都会剧烈摇晃，我能感受到静脉的疼痛，我想我宁愿死也不愿经历这种折磨，并恳求他们杀了我”。
2018年11月28日，米日古丽·图尔荪通过翻译向美国国会及行政当局中国委员会就她在三次拘留中遭受的悲惨经历作证。她说：“大约有60人被关在430平方英尺的牢房里，在晚上，要10到15名女性站起来，我们其他人才能侧躺着睡觉，然后我们每2个小时就轮换一次。有些人一年多都没洗过澡。
2019年，一篇以米日古丽·图尔荪為藍本的漫畫在網絡上廣傳，再次引起人們對維吾爾族在中國的待遇的關注。

## 中國政府及官媒對米日古麗的回應與評價

### 中國外交部
中国外交部发言人华春莹称米日古丽的说法为“一个撒谎者编造的虚假故事”。並表示，米日古丽从来没有被收监或被职业技能教育培训中心收教。除了於2017年4月21日至5月10日因涉嫌煽动民族仇恨和民族歧视被新疆且末县公安局刑事拘留外，米日古丽在中国期间是完全自由的，而且多次出境。
中国外交部也反驳了米日古丽的一个儿子在乌鲁木齐儿童医院死亡的说法。並表示，2016年，米日古丽的一个儿子木俄子由米日古丽本人及其家人送至新疆乌鲁木齐市儿童医院住院治疗三次。2018年4月22日，米日古丽和丈夫携木俄子和米日古丽的女儿持埃及护照离开中国。米日古丽的另一个儿子2016年1月由米日古丽携带离开中国赴土耳其。

### 中國官媒
2018年11月27日，《环球时报》发表评论文章认为“这个女子在撒谎”，并指“她可能想在美国获得庇护”。12月3日，《环球时报》发布的一篇评论文章称「一些外国人花钱买米日古丽·图尔荪的故事」。